# Ferdinand Redtenbacher

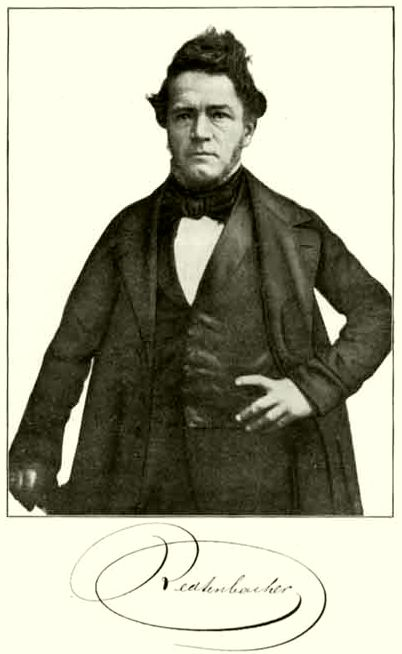
Porträt

Ferdinand Jacob Redtenbacher (* 25. Juli 1809 in Steyr; † 16. April 1863 in Karlsruhe) war von 1841 bis zu seinem Tod Professor für Maschinenbau an der Technischen Hochschule Karlsruhe und Begründer des wissenschaftlichen Maschinenbaus.

## Leben

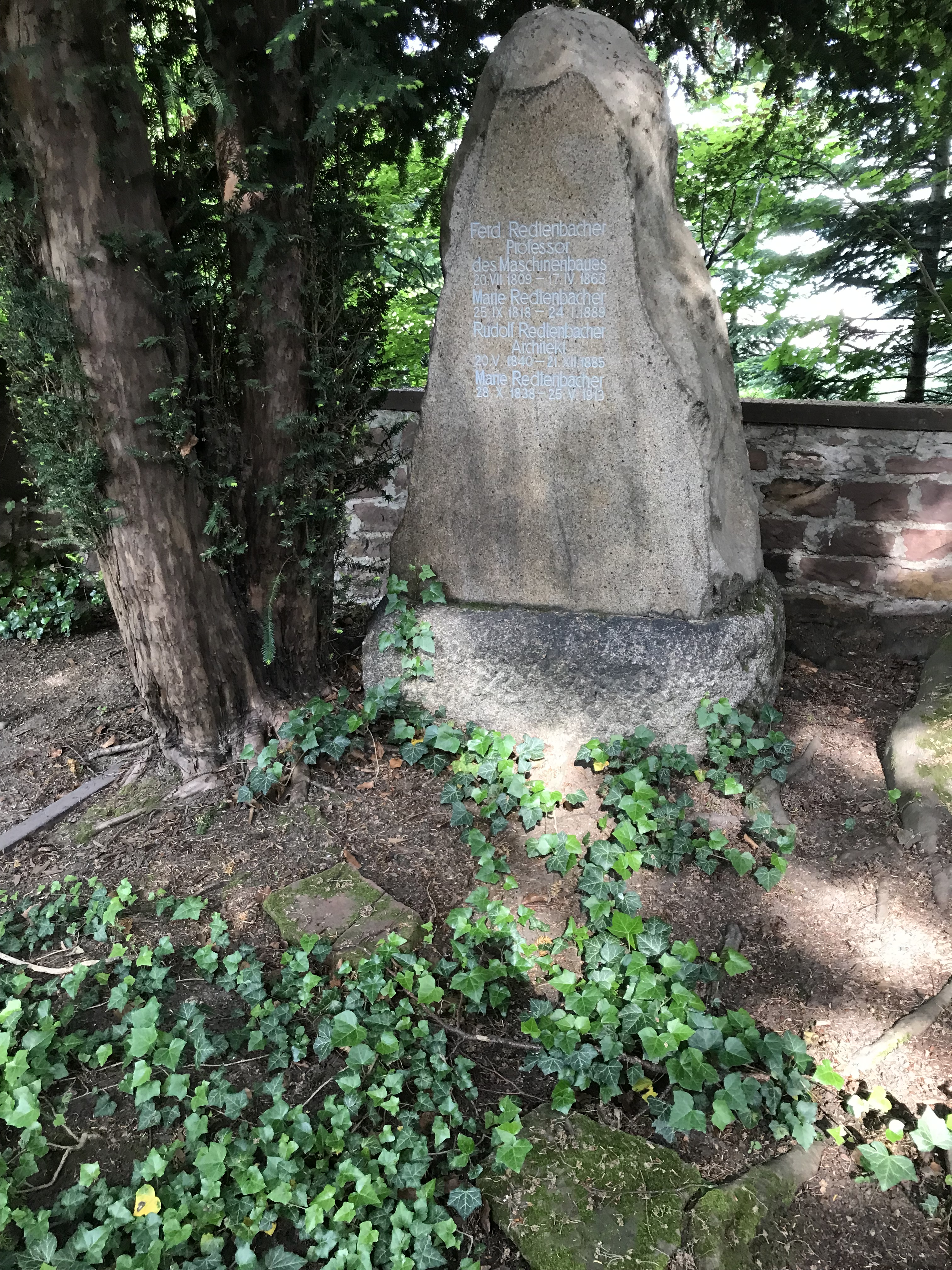
Grabstein Ferdinand Redtenbacher

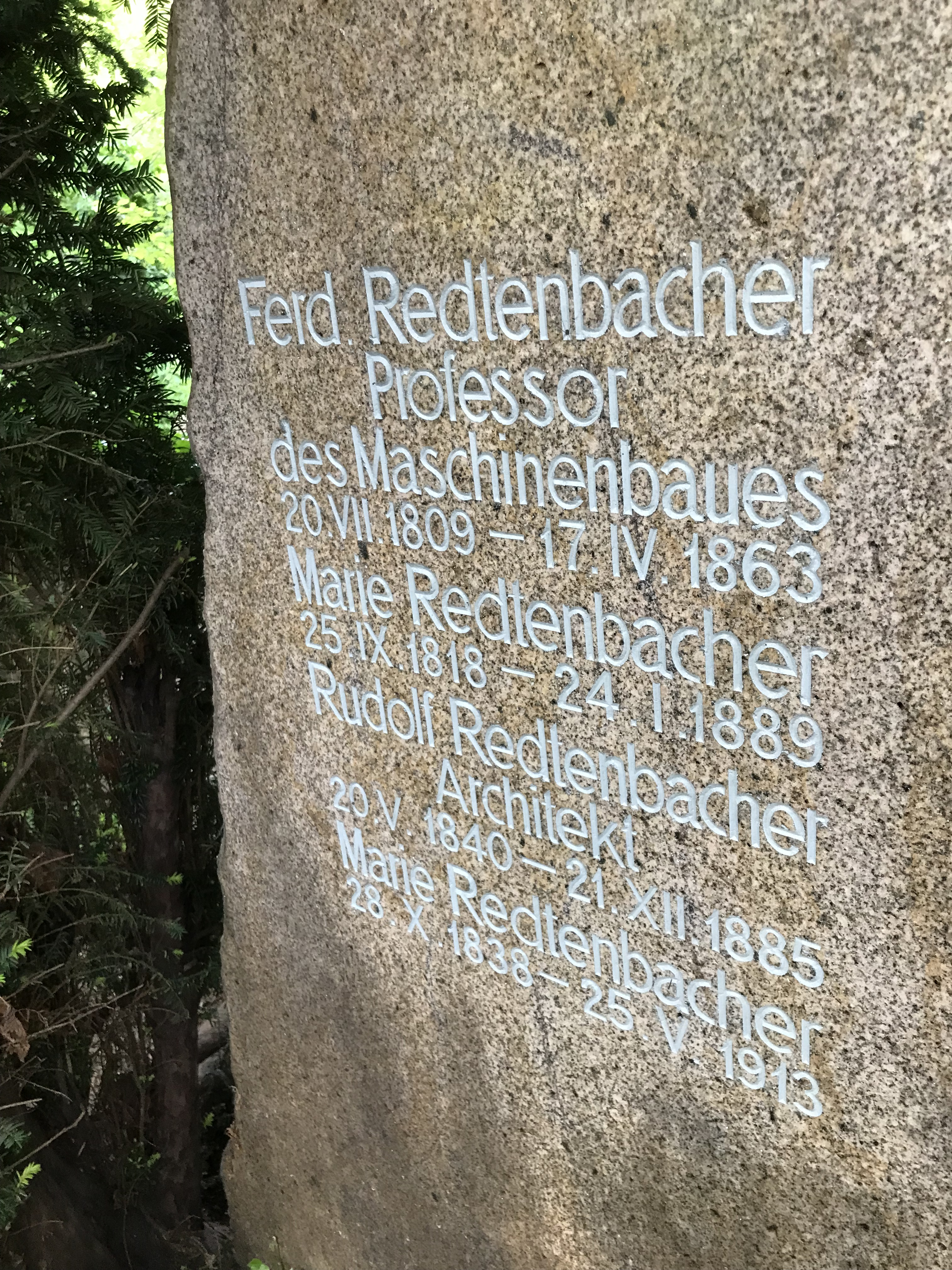
Grabstein Ferdinand Redtenbacher, Detail

Redtenbacher, Sohn eines Eisenhändlers aus Steyr, erhielt eine kaufmännische Ausbildung. Nach einem kurzen Intermezzo als Technischer Zeichner in der Baudirektion Linz besuchte er von 1825 bis 1829 das Polytechnikum in Wien. Dort verblieb er bis 1834 als Assistent von Johann Arzberger. 1835 erfolgte seine Berufung an die Höhere Industrieschule in Zürich als Professor für Mathematik und Geometrie.
1840 wurde er als Nachfolger von Professor Wilhelm Ludwig Volz an die Großherzogliche Badische Polytechnische Schule in Karlsruhe berufen. Redtenbacher verknüpfte sein Engagement mit der Bedingung der Reorganisation der zugehörigen Höheren Gewerbeschule. So wurde sie in zwei Fachschulen geteilt: eine chemisch-technische sowie eine mechanisch-technische Schule, deren Vorstand Redtenbacher wurde. Im Jahr 1841 wurde er schließlich Professor für Mechanik und Maschinenlehre am Polytechnikum Karlsruhe, wo er durch seine anschaulichen und lebendigen Vorlesungen einen ausgezeichneten Ruf unter den Studenten erreichte. Dies führte zu immer mehr Studierenden in der Maschinenbauschule in Karlsruhe, wobei im Jahr 1860 mit 359 ein vorläufiger Rekord erreicht wurde. Redtenbacher führte während seiner Vorlesungen diejenigen Lehrgebiete ein, die man später als „Theoretische Maschinenlehre“ bezeichnet hat. Er behandelte aber auch Gebiete wie Spinnerei und Weberei. Somit umfasste sein Vorlesungsinhalt den gesamten damals bekannten Maschinenbau.
Im Jahr 1857 wurde Redtenbacher Direktor der gesamten Polytechnischen Schule und hiernach jährlich wiedergewählt. Er bekleidete gleichzeitig die einzige Professur der mechanisch-technischen Schule. Im Jahr 1859 wurde diese in Maschinenbauschule umbenannt und auf dem ehemaligen Reitplatz der Dragonerkaserne ein von Redtenbacher initiierter und konzipierter Neubau eröffnet. Nach 1860 sank die Schülerzahl wieder, was mit einer Magenkrankheit Redtenbachers und seiner damit verbundenen Gereiztheit und Differenzen mit seinen Professorenkollegen erklärt werden kann. Seine Vortragskunst war einem zeitgenössischen Bericht zufolge seit 1859 nicht mehr die alte.
An Ostern 1862 ließ er sich wegen seiner Erkrankung bis zum Ende des Studienjahres beurlauben und trat einen Kuraufenthalt an, der jedoch nicht die gewünschte Verbesserung erbrachte – sein Zustand hatte sich bis Herbst 1862 sogar noch weiter verschlimmert. Ob seines Gesundheitszustandes musste Redtenbacher seine Vorlesungen erst reduzieren, Anfang Dezember stellte er seine Veranstaltungen ganz ein, wobei eine Fortführung nach Neujahr 1863 vorgesehen war, jedoch nicht verwirklicht werden konnte. Die Schüler Redtenbachers, deren Stoff vollständig ausfiel, richteten eine Petition an die Lehrerkonferenz. Daraufhin sah sich Redtenbacher gezwungen, das Ministerium um Entbindung seiner Lehrverpflichtungen und Direktionsgeschäften zu bitten, worauf mit Erlass vom 16. Januar 1863 Professor Wilhelm Schell den theoretischen Teil und ein Assistent den praktischen Teil der Lehre übernahmen.
Ferdinand Redtenbachers geistige Interessen waren vielfältig und beschränkten sich keineswegs auf technisch-naturwissenschaftliche Bereiche. So widmete er sich in seiner von beruflichen Verpflichtungen freien Zeit mit Leidenschaft der Malerei. Seine Ölgemälde und Handzeichnungen wurden von anerkannten Künstlern geschätzt, unter ihnen Johann Wilhelm Schirmer, der in den 1850er Jahren Direktor der Karlsruher Kunstschule war.
Redtenbacher starb schließlich am 16. April 1863 in Karlsruhe an seiner Magenkrankheit. Nach seinem Tod war es nicht leicht, einen würdigen Nachfolger für ihn zu finden. Schließlich wurde Moritz August Seubert zum Direktor der Polytechnischen Schule ernannt.
Redtenbacher war katholisch und hatte einen Sohn, den Architekten und Architekturhistoriker Rudolf Redtenbacher.
In der Pforzheimer Nordstadt ist die Redtenbacherstraße nach ihm benannt.

## Rezeption

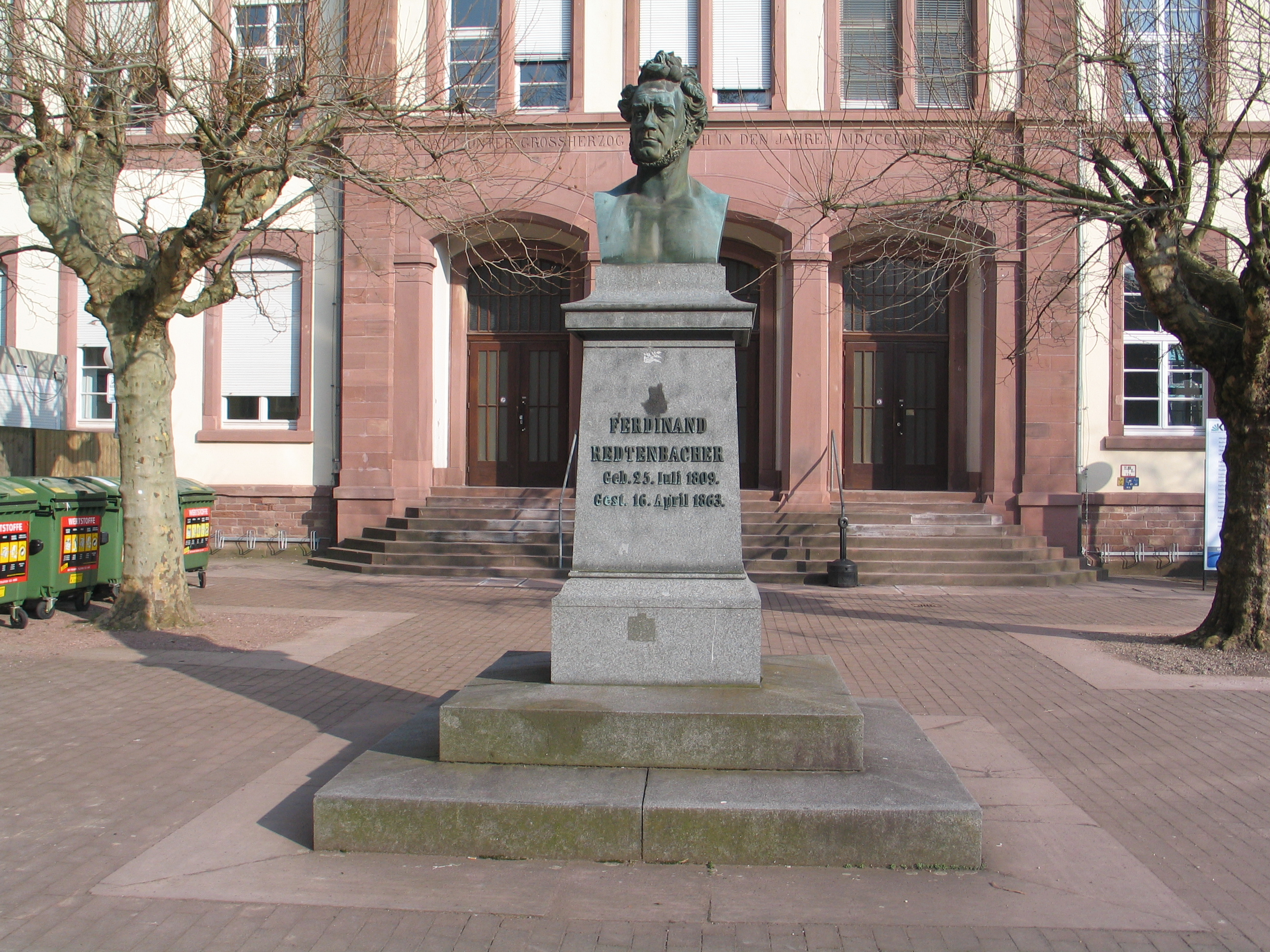
Büste im Ehrenhof des Karlsruher Instituts für Technologie

Redtenbacher gilt als Begründer des wissenschaftlichen Maschinenbaus in Deutschland. Im badischen Polytechnikum Karlsruhe stellte er die bis dahin eher empirische Lehre auf eine mathematische Basis. Zu seinen Schülern zählten unter anderem Carl Benz, Heinrich von Buz, Oscar Henschel, Eugen Langen, Julius Preller, Franz Reuleaux und Emil von Škoda. Gemäß Redtenbachers Devise

„Die Mathematik ist kein Luxus, man kann mit derselben in dem Maschinenbau etwas leisten, vorausgesetzt, daß man vom Praktischen was versteht und genau weiß, was fürs Leben notwendig ist.“

artete sie dabei nicht ins Abstrakte aus. Er überschätzte die Technik allerdings nicht, was man in einem Spruch erkennt, den er 1856 unter sein Bildnis schrieb:

„Überall, wo sich etwas regt, ist die Mechanik im Spiel; aber die Geister regen sich nicht durch Mechanik.“

Vom österreichischen Reichstagsabgeordneten Franz Wickhoff stammt anlässlich seiner Gedenkrede in Steyr zu Redtenbachers 70. Geburtstag folgendes Zitat bezüglich Redtenbachers Vortragsstil:

„Ich habe gereifte Männer kennengelernt, die mit Begeisterung sich jener Tage erinnern, wo sie an Professor Redtenbachers Lippen hingen; unter seinem klaren lebhaften Vortrage empfingen die Maschinen wahrhaft dramatisches Leben.“

Zwischen 1865 und 1866 wurde nach dem Entwurf von Karl Friedrich Moest ein Bronzedenkmal für Redtenbacher gegossen, das sich noch heute im Ehrenhof der Karlsruher Universität befindet.
Die Wiederbelebung des transdisziplinären Geistes von Ferdinand Redtenbacher setzte sich die 2010 gegründete Redtenbacher-Gesellschaft Steyr zum Ziel.

## Schriften

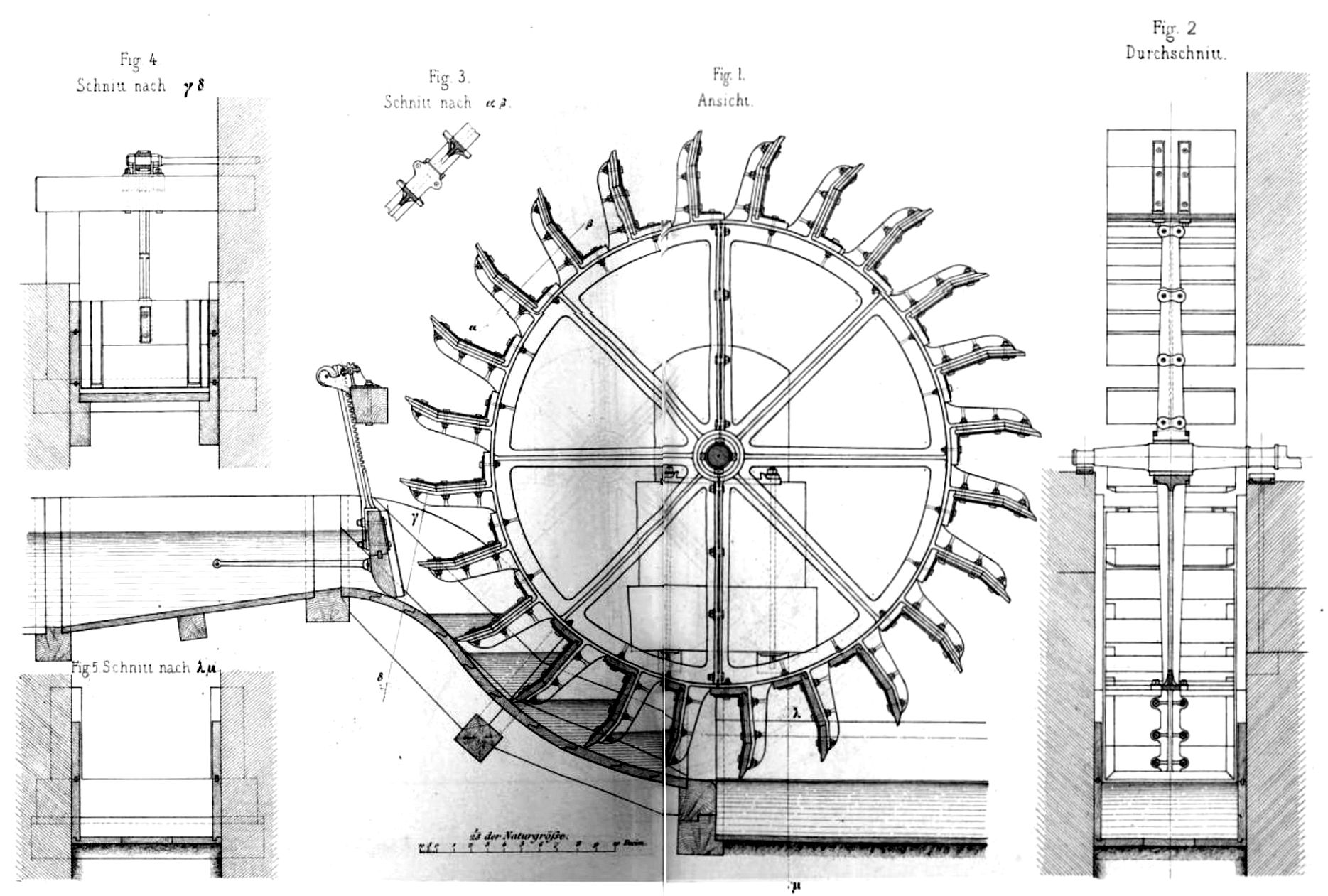
Theorie und Bau der Wasserräder (1846)

- Theorie und Bau der Turbinen und Ventilatoren, Friedrich Bassermann, Mannheim 1844 1860 (bei Google Books: 1., 1., 2. Auflage)
- Theorie und Bau der Wasserräder, Friedrich Bassermann, Mannheim 1846 1858 (bei Google Books: 1., 2. Auflage)
- Resultate für den Maschinenbau, Friedrich Bassermann, Mannheim 1848 1852 1856 1860 Heidelberg 1869 1875 (bei Google Books: 3., 3., 4. Auflage)
- Prinzipien der Mechanik und des Maschinenbaues, Friedrich Bassermann, Mannheim 1852 1859 (bei Google Books: 1., 1., 2. Auflage)
- Die Luftexpansions-Maschine, Friedrich Bassermann, Mannheim 1853 (bei Google Books: books.google.de)
  - Die calorische Maschine, 1853 (2. Auflage; bei Google Books: books.google.de)
- Die Gesetze des Lokomotiv-Baues, Friedrich Bassermann, Mannheim 1855 (bei Google Books: books.google.de)
- Die Bewegungs-Mechanismen, Friedrich Bassermann, Mannheim 1857 1861
- Das Dynamiden-System. Grundzüge einer mechanischen Physik, Friedrich Bassermann, Mannheim 1857 (bei Google Books: books.google.de, books.google.com)
- Die anfänglichen und die gegenwärtigen Erwärmungszustände der Weltkörper, Friedrich Bassermann, Mannheim 1861
- Joseph Hart (Hrsg.): Der Maschinenbau (3 Bände), Friedrich Bassermann, Mannheim 1862 1863 1865 (bei Google Books: 1., 2., 3. Band; beim zvdd: digitalisiertedrucke.de)
- Rudolf Redtenbacher (Hrsg.): Geistige Bedeutung der Mechanik und Geschichtliche Skizze der Entdeckung ihrer Prinzipien, Bassermann, München 1879 (Vortrag vom Herbst 1859; 66 Seiten Biographie; im Internet-Archiv: archive.org; beim zvdd: digitalisiertedrucke.de)